# Симптом Стокса
Симптом Стокса или воротник Стокса — отёк шеи, а иногда и лица, рук, верхней части груди и области лопаток, сопровождающийся набуханием кожных вен; признак сдавления верхней полой вены при опухоли средостения. Больные имеют характерный вид: голова как будто насажена непосредственно на туловище, резкий цианоз лица и набухание яремных вен, иногда резко выраженные поверхностные вены груди. Этот симптом наблюдается также при перикардитах и медиастинитах, наблюдаются иногда при резкой недостаточности сердца (правого) и недостаточности трехстворчатого клапана. Дифференциальная диагностика этих состояний возможна на основании анамнеза и других объективных симптомов, обусловленных поражением тех или других органов средостения, в особенности посредством рентгеноскопии и аускультации сердца.
Симптомом Стокса, называют, также, выраженную пульсацию в животе справа от пупка — возможный признак острого энтерита.
Описаны ирландским врачом Уильямом Стоксом (1804—1878).